# Henriette Charlotte von Itzenplitz

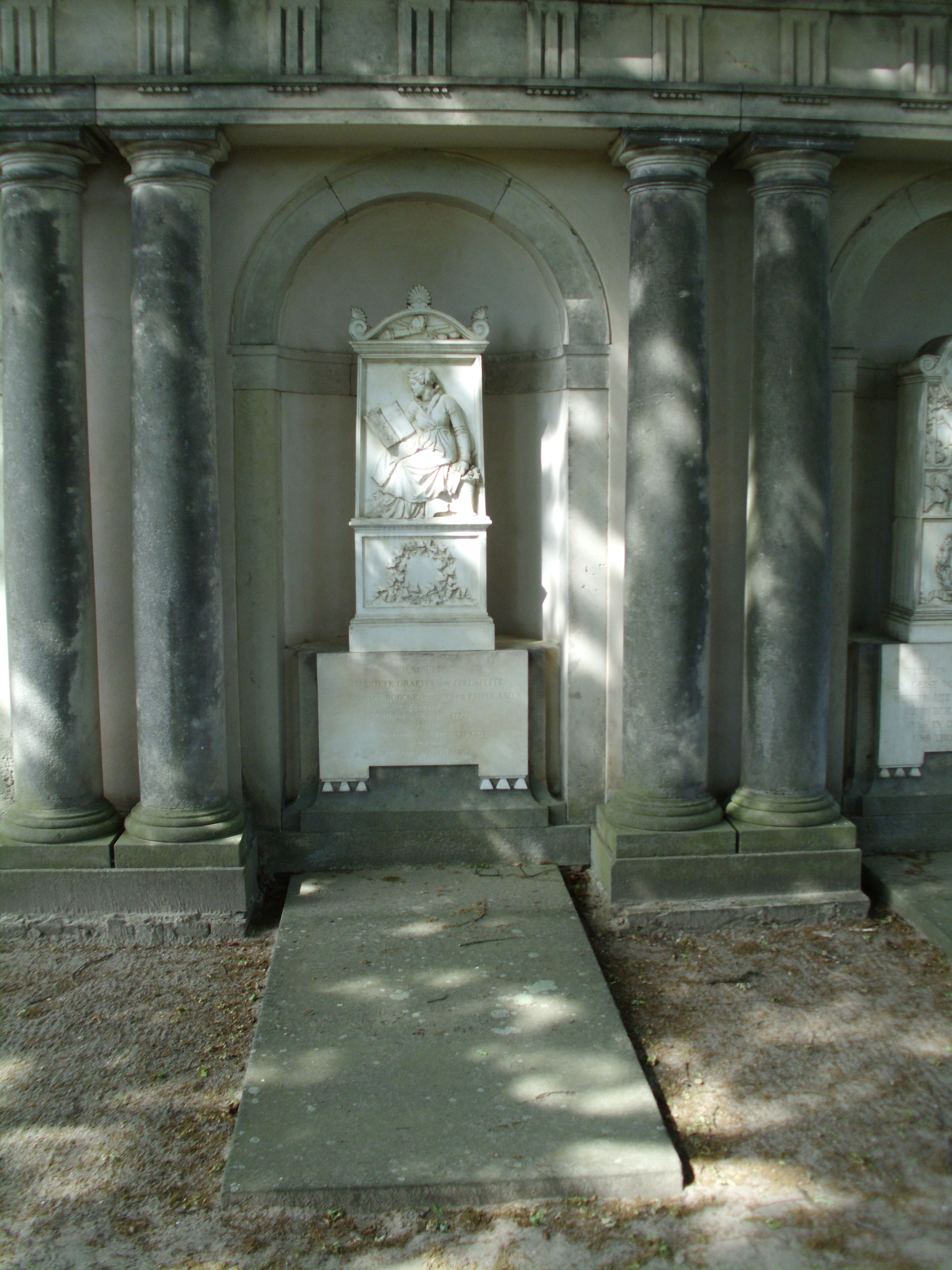
Grabstätte in Kunersdorf

Henriette Charlotte Gräfin von Itzenplitz, geb. von Borcke (* 18. Juli 1772 in Potsdam; † 13. April 1848 in Berlin) war eine brandenburgische Adlige und Gutsherrin.

## Leben
Sie war die Tochter von Adrian Heinrich von Borcke, preußischer Gesandter in Dresden, später in Stockholm, und Helene Charlotte von Friedland. Die Ehe der Eltern wurde bald nach ihrer Geburt geschieden. Sie wuchs auf dem Gut der Mutter in Kunersdorf auf. Am 23. September 1792 heiratete Henriette Charlotte in Kunersdorf den Kriegs- und Domainenrat Graf Peter Alexander von Itzenplitz (1768–1834).
Den Sommer des Jahres 1813 verbrachte Chamisso auf Schloss Kunersdorf und schrieb hier für die Kinder Henriette Charlottes seinen Schlemihl.
Gräfin Itzenplitz wurde im Erbbegräbnis der Familie von Lestwitz-Itzenplitz in Kunersdorf begraben. Ihr Grabrelief wurde von Christian Daniel Rauch geschaffen.